# 토볼강

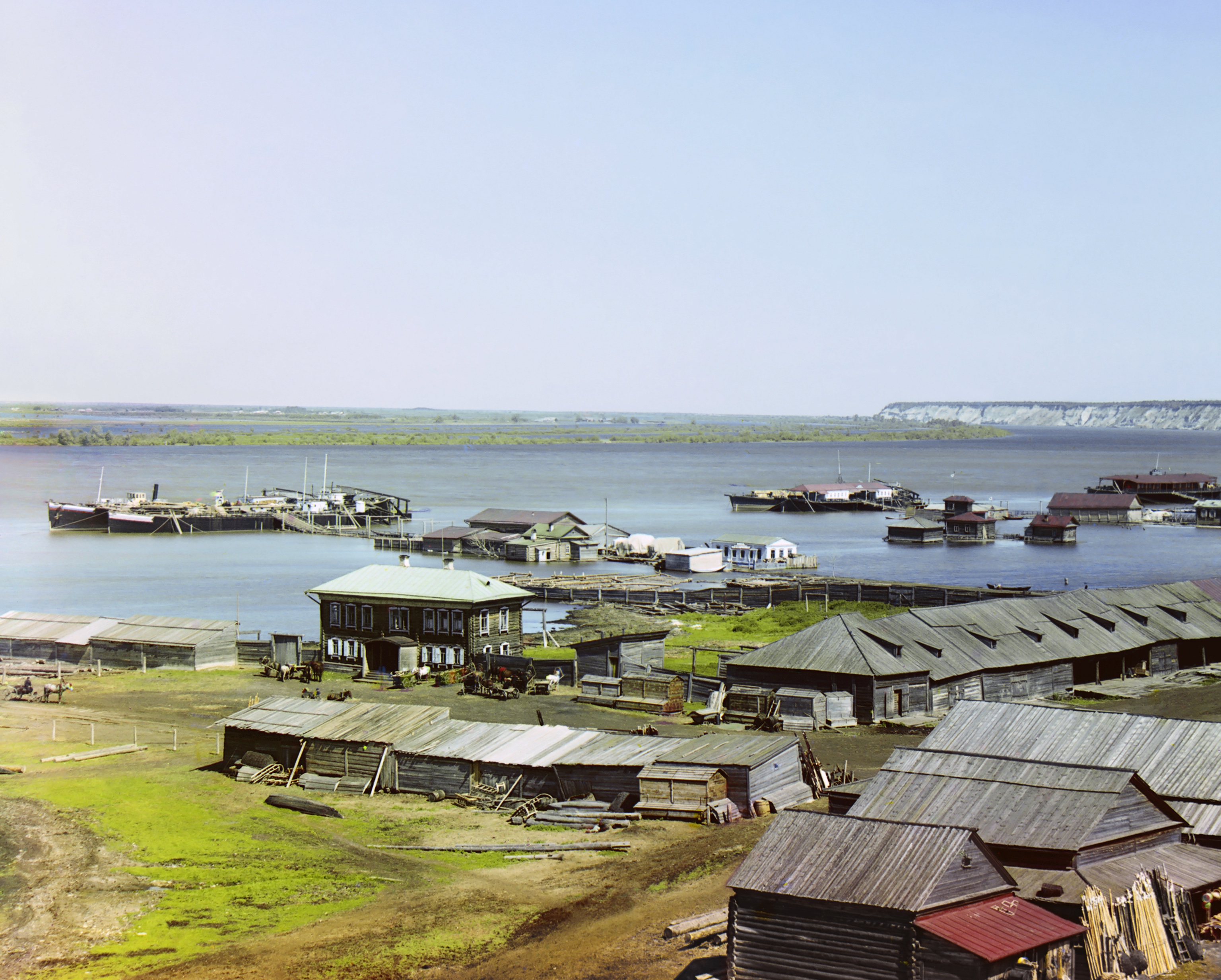

토볼강(러시아어: Тобол, 카자흐어: Тобыл 토블)은 러시아와 카자흐스탄을 흐르는 강이다. 이르티시강의 지류이다.
길이는 1591 km이고, 면적은 42600 km2이다.
우이강, 이세티강, 투라강, 타브다강, 우바간강이 토볼강의 지류이다.
토볼강에 면해 있는 도시는 리사콥스크(Лисаковск), 루드니(Рудный), 코스타나이, 쿠르간, 얄루토롭스크(Ялуторовск)이다.